# 鳴洞駅
鳴洞駅（ミョンドンえき）は、大韓民国慶尚北道安東市にかつて存在した朝鮮総督府鉄道の駅である。

## 歴史
- 1931年10月15日 - 開業。
- 1944年10月1日 - 廃止。

## 隣の駅
韓国鉄道公社
慶北線（旧線）
慶北豊山駅 - 鳴洞駅 - 安東駅